# NEW LOVE
『NEW LOVE』（ニュー・ラブ）は、日本の音楽ユニット・B'zの21作目のオリジナル・アルバム。2019年5月29日にVERMILLION RECORDSより発売。

## 概要
前作『DINOSAUR』以来、1年半ぶりのオリジナル・アルバム。
それぞれタイアップ楽曲となった「マジェスティック」「兵、走る」「WOLF」「デウス」の4曲の他、全13曲を収録。また、同作のレコーディングには6月からスタートした『B'z LIVE-GYM 2019 -Whole Lotta NEW LOVE-』のサポートメンバーやロバート・ディレオ（ストーン・テンプル・パイロッツ）、そして「Rain & Dream」にはジョー・ペリー（エアロスミス）などのミュージシャンが参加している。
本作にはシングル曲が収録されておらず、B'zとしてシングル曲未収録のオリジナル・アルバムは本作が初めてである。前作のアルバム以降にリリースされた音源としては、映像作品『B'z LIVE-GYM Pleasure 2018 -HINOTORI-』付属のCDに収録されている「HINOTORI」が存在するが、本作には未収録となった。
19thアルバム『EPIC DAY』以来、全収録曲がLIVE-GYMで披露された。

## アルバムタイトルについて
アルバムタイトル『NEW LOVE』について、稲葉曰く「30周年が終わって改めて『自分達が好きな音楽をやっています』という気分をタイトルにした」、「新しいことにチャレンジしていく気分と、これが我々の好きな音だという意味を含めている」と語っている。また稲葉は、最近の作品タイトルが『EPIC DAY』『DINOSAUR』「HINOTORI」など、重ためで迫力のあるタイトルが続いた点に言及し、そのような流れを変えたいという思いもあり、柔らかくニュートラルな感じを出したかったとのこと。
アルバム制作の過程で楽曲は次々に完成していったものの、最後までアルバムタイトルは付けられていないままだった。アルバムが完成に近づくにつれて、稲葉は1曲目「マイニューラブ」の「ニューラブ」という言葉が気になり、アルバムタイトルとして付けたくなったとのこと。「ニュー」は響きが良く、「ラブ」については自分たちが好きなものというイメージを重なるためピッタリだったと語っている。

## 制作
タイアップとしてすでに依頼が来ていた「兵、走る」、「WOLF」、「マジェスティック」など一部の楽曲は、『B'z LIVE-GYM Pleasure 2018 -HINOTORI-』ツアー中に制作が開始されていた。そして2018年9月29日に開催された『B'z PARTY Presents B'z Pleasure in Hawaii』終了後に休みを挟み、本格的な制作に取り掛かった。25周年のPleasureツアー終了後は松本、稲葉それぞれ自らのソロ活動に入っていたが、今回は30周年のPleasureツアー終了後すぐに新作アルバムリリース予定の発表が行われた。これについて松本は、「『Pleasure』は僕らというよりみんなの物だという意識が強い。だから今の自分達を映し出す楽曲を創ってツアーをやりたいという気持ちになったんだと思う」と振り返っている。
松本は「このところの自分はブルースに傾倒している部分があって（ブルースに）惹かれている」と語っており、1曲目の「マイニューラブ」をはじめ、本アルバムについてはそのようなところが出ていると評している。また松本は、近年コード進行について7thコードにこだわっており、過去に同様のスタイルで制作した『The 7th Blues』からだいぶ進化していると語っている。
レコーディングは前作『DINOSAUR』同様に、1曲ごとに様々なギターを試してベストなギターを選びそれに合ったアンプを使用する方式が採用された。また、今回松本は、自分たちが憧れた時代の音楽で演奏されていた楽器を使いたかったという思いから、積極的にビンテージギターを使ったと振り返っている。
稲葉は、コンセプチュアルではないし全体のバランスを考えていないが非常に正直な姿が素直に出せた部分に満足していると語っている。また歌詞については、リリース前年に開催されたツアー『B'z LIVE-GYM Pleasure 2018 -HINOTORI-』でのコンディションの不調が、結構地味なところでいろんな曲に影響を与えている気がすると語っている。
曲順については、普段は松本の案を元にそこから変えていくが、本作では稲葉から早々に曲順の案が出され、松本がそれを聞いたところとても良かったので変えずにそのまま収録する流れになった。

## プロモーション
本作は元号が平成から令和に変わってからの初の作品である。元号が変わった2019年5月1日に渋谷スクランブル交差点前の渋谷東急本店の壁面に発売を告知する屋外看板が掲示された。同年5月3日まで掲示されたものは平成と令和の元号がデザインされた限定ビジュアルのもので、平成への感謝と令和への歓迎の意を込めたものとなっている。5月4日〜5月14日まではアルバムのジャケットアートワークを使用したビジュアルのものが掲示された。ARアプリで看板をスキャンすると、AR限定予約購入特典券が入手できた。

## 記録
オリコン週間アルバムチャート（2019年6月10日付）では、初週で206,714枚を売り上げ、1位を獲得。通算29作目の首位獲得を果たし、これによってアルバムの総売上が4600万枚を超え、「アルバム1位獲得作品数」と「アルバム総売上枚数」を更新した。
オリコン年間アルバムチャート（2019年）では9位を獲得。オリジナル・アルバムの年間チャートトップ10入りは2002年発売の『GREEN』以来17年ぶりである。

## リリース形態
通常盤
CDのみの形態。
初回生産限定盤
CD+オリジナルTシャツの形態。
アナログレコード
全形態に音楽文化ライター・佐伯明によるライナーノーツが付属している。
また応募特典として、5曲目「マジェスティック」がCMソング主題歌に使用された江崎グリコとのコラボレーションした「B'z×PockyⓇ」グリコワゴンBOX（ポッキー詰合せ）が5000名に当たる応募抽選カードが封入された（2019年6月3日締切）。

## 収録曲
| 全作詞: 稲葉浩志、全作曲: 松本孝弘、全編曲: Yukihide "YT" Takiyama。 |                        |          |            |      |
| #                                                                    | タイトル               | 作詞     | 作曲・編曲 | 時間 |
| 1.                                                                   | 「マイニューラブ」     | 稲葉浩志 | 松本孝弘   | 3:19 |
| 2.                                                                   | 「兵、走る」           | 稲葉浩志 | 松本孝弘   | 4:14 |
| 3.                                                                   | 「WOLF」               | 稲葉浩志 | 松本孝弘   | 3:51 |
| 4.                                                                   | 「デウス」             | 稲葉浩志 | 松本孝弘   | 4:13 |
| 5.                                                                   | 「マジェスティック」   | 稲葉浩志 | 松本孝弘   | 4:14 |
| 6.                                                                   | 「MR. ARMOUR」         | 稲葉浩志 | 松本孝弘   | 3:23 |
| 7.                                                                   | 「Da La Da Da」        | 稲葉浩志 | 松本孝弘   | 4:46 |
| 8.                                                                   | 「恋鴉」               | 稲葉浩志 | 松本孝弘   | 3:35 |
| 9.                                                                   | 「Rain & Dream」       | 稲葉浩志 | 松本孝弘   | 6:20 |
| 10.                                                                  | 「俺よカルマを生きろ」 | 稲葉浩志 | 松本孝弘   | 4:00 |
| 11.                                                                  | 「ゴールデンルーキー」 | 稲葉浩志 | 松本孝弘   | 4:48 |
| 12.                                                                  | 「SICK」               | 稲葉浩志 | 松本孝弘   | 4:05 |
| 13.                                                                  | 「トワニワカク」       | 稲葉浩志 | 松本孝弘   | 4:18 |
| 合計時間:                                                            | 合計時間:              | 55:06    |            |      |

## 楽曲解説
1. マイニューラブ
  - プリプロダクションの段階では歌メロから先に制作され、アレンジの段階でギターリフが後から付け足された[18]。
  - 歌詞について稲葉は「若さみたいなものをテーマにしたシンプルな歌詞」と語っており、本曲のタイトルである「マイニューラブ」とアルバムタイトルである『NEW LOVE』はリンクしていない[14]。ボーカルのレコーディングについては「ライブに近いような感じというか、歌った中で自然に出てきたフェイクとかを活かしたいと思った」と振り返っている[14]。
2. 兵、走る
  - タイトルは「つわもの、はしる」と読む[19]。
  - 大正製薬「リポビタンD」ラグビー日本代表応援ソング・「最強の自分」篇[20]・「日本への熱き想い」篇[21]・「諦めない強さ」篇[21]・「支える人を支えたい」篇[21]・「立ち向かう人」篇 [22]・「今日の全力に」篇[23]・「次へ向かうチカラ」篇[24]CMソング。
  - CMのために書き下ろされた楽曲。「泥まみれになり身を挺して走り続ける選手たちはまさに兵（つわもの）。その姿に畏敬の念を抱きながらこの曲を作りました。聴いた人、一緒に歌った人の身体の内から希望が湧いてくるように願っております。」とコメントしている[20]。
  - 松本によってロサンゼルスで曲創りが行われ、稲葉とデータのやり取りを行いながら制作が進められた。曲本編のメロディーは、松本曰く「家に一人でいるときにふと思いついた」ものであり、デモ制作のときにギターリフが後付けされた[14]。
  - 稲葉によると、タイトルの「兵（つわもの）」はまさにラグビー選手をイメージして出てきた言葉であり、元々は「強者」という漢字を想定していたが変換したところ「兵」という漢字が出てきて、それを面白いと感じたため「兵」が採用された[14]。
  - 映像作品『B'z LIVE-GYM Pleasure 2018 -HINOTORI-』のドキュメンタリー「TOUR DOCUMENTARY -Road to 20180921-」に、制作風景が収録されている。
  - 通常のMVに加え、『B'z LIVE-GYM 2019 -Whole Lotta NEW LOVE-』のライブ映像を使用した「LIVE ver.」も公開されている。
  - ラグビーワールドカップ2019に出場したラグビー日本代表の試合のテレビ中継でタイアップとして使用されたリポピタンDのCMが繰り返し放送され、ラグビー日本代表が勝利するたびに音楽配信でのチャート順位を上げ、2019年10月15日にはiTunesの急上昇ランキングで1位を記録している[25][26]。2019年10月21日付のBillboard JAPANダウンロード・ソング・チャート"Download Songs"では6月のデジタル配信開始以来初のトップ10入りとなる4位を記録し、翌週の10月28日付では2位に浮上している[27][9]。同年11月には日本レコード協会よりゴールド認定（10万配信）を受けた[12]。
  - アルバムツアーでは本編ラスト、リリース翌年に行われた無観客配信ライブ『B'z SHOWCASE 2020 -5 ERAS 8820-』Day5ではラストナンバーとして演奏された[28][29]。
3. WOLF
  - フジテレビ系月曜9時ドラマ『SUITS/スーツ』主題歌。また続編となるフジテレビ系月曜9時ドラマ『SUITS/スーツ2』にも引き続き主題歌として起用されている[30][31]。ドラマのために書き下ろされた楽曲。B'zの楽曲では『ブザー・ビート〜崖っぷちのヒーロー〜』主題歌の「イチブトゼンブ」以来2度目となる月9主題歌である[32]。メンバーは「自分の信じる正義のために時に葛藤をかかえながらも、真実を吠える甲斐（ドラマの主人公の名前）の姿をイメージした言葉を、B'zならではの思わず体が動くようなROCKに乗せてこの“WOLF”が完成しました。ドラマの中で流れるのがとても楽しみです。」とコメントしている[32]。
  - ホーンセクションを入れるというアイデアは松本によるものである[14][18]。
  - 歌詞について稲葉によると、ドラマの主人公の設定が「一匹狼の弁護士」だったことから、「一匹狼」をイメージして制作された。制作時の仮タイトルも「一匹狼」だったが、どうかと思い直し「WOLF」に変更した[14]。
  - レコーディングには亀田誠治（ベース）と玉田豊夢（ドラム）が参加している。亀田と玉田がレコーディングに参加した「マジェスティック」が先に完成しており、その演奏を松本が気に入り、「WOLF」では最初から2人にレコーディングを依頼した[15]。
  - 同ドラマの挿入歌として歌とギターのみのスローなバージョン[注 4]も製作されたが、音源化はされていない。映像作品『B'z LIVE-GYM Pleasure 2018 -HINOTORI-』に収録されているドキュメンタリー「TOUR DOCUMENTARY -Road to 20180921-」には両バージョンの制作風景が収録されている。
4. デウス
  - スズキ「エスクード」TVCMソング。
  - 前曲の終了から間を置かずに曲が始まる。
  - 「デウス（deus）」とは、日本語で「神」を意味するラテン語である。
  - メロディが先に作られ、その後にリフが制作された。松本によると、「デモ制作の段階でメロディとリフまで全部できた」と振り返っている[14]。間奏にはカントリーチックなパートがあるが、これはYukihide "YT" Takiyamaのアレンジがもとになっている。松本と稲葉は当初、間奏に稲葉のブルースハープソロを入れるというアレンジを提案していたが、それを受けたYTが提案したアレンジは、稲葉のブルースハープソロが少し入り、その後はボーカルパートが入るというものであった。当初松本は違和感を感じたが、稲葉のブルースハープと松本のスライドギターが入ったパートがフックとなっており、ボーカルパートもYTのコーラスがメインになっているのも新しいと感じたため、そのアレンジを生かすことになった[16]。その後松本がクリーントーンで演奏したリフを聴いたYTにアイデアが生まれ、YTがカントリー風のリズムパターンを創り上げた[16]。
  - 歌詞は、稲葉によると「『復活』みたいなものをテーマとして書いた」とのこと[14]。稲葉は松本が制作したデモを聴いたときに、自分の作詞メモから大分前に制作したフレーズを見て「ここら辺の雰囲気だな」と感じ、そのフレーズをAメロのパートに当てはめ、そこから全体の歌詞を展開していった。タイトルの「デウス」は、「単純に響きが好きだった」ことと、そんなに馴染みがある言葉ではないためかえってその響きに神々しさを感じ、また歌詞に「神様」という言葉もあるため採用された[14]。
5. マジェスティック
  - 江崎グリコ「ポッキー」CM主題歌[34][35]。CMのために書き下ろされた楽曲であり、MVには南沙良が出演しているCMの映像も使用されている。メンバーは「日々の風景や身近な人との会話の中に散らばる幸せや勇気のかけら。そんな何気なく尊いものを見つける歓びを音と言葉にしました。時間の流れが少しゆっくりになるような曲です。お茶でも飲みながら聞いてください」とコメントしている[34]。本曲の伴奏は、ギターとベースとドラムのみというシンプルな構成となっている。松本は、「シンプルな構成でのこの感じのサウンドというのは僕自身目指していたところなので、すごく納得のいく良いものができたなという自負がある」[18]と語るなど、本曲の完成度に満足している。
  - 2018年5月に松本によってロサンゼルスでプリプロが行われ、稲葉とデータのやり取りを行いながら制作が進められた。松本は、タイアップ先から提示された資料から「CMの絵コンテ」を見てイメージを膨らませ、アコースティックギターを演奏しながら歌うという形で仮歌を制作し、LINEで稲葉に曲のデータを送った[14]。
  - 歌詞はCMのストーリーを事前に聞いてから制作され、稲葉は「いつもと違う創り方で新鮮に楽しく作れた」とコメントしている。作詞の過程で「魔法のスティック」というフレーズを思い付き、そこから「マジェスティック」というフレーズへと繋がり、「自分の中では『マジェスティック』で「決まったな」と思いました」と振り返っている[14]。
  - 「WOLF」と同様に、レコーディングには亀田と玉田が参加している。近年のB'zのレコーディングにはほぼ日本人以外のミュージシャンが参加していたが、松本は本曲のレコーディングで「日本人のプレイヤーでやってみるのもいいんじゃないか」と思い、最初に亀田にオファーを出した。その亀田の紹介で、玉田もレコーディングに参加した[15][18]。
  - 2018年9月にハワイで開催されたファンクラブ限定ライブ『B'z PARTY Presents B'z Pleasure in Hawaii』で初披露された。
6. MR. ARMOUR
  - 本作制作より前の「HINOTORI」と同時期に制作が進められ、2018年の2月に一度レコーディングされていた。しかし、「いい感じではあるけど何か足りない」と感じていた松本は、稲葉から「コーラス（サビ）変えない？」という提案を受け、元のメジャーキーの明るい雰囲気から、マイナーなサビに変更した。2月のレコーディング時点ではすでに歌詞も制作されていたが、サビの変更に伴い全体的な雰囲気も変わったということで、全て新しい歌詞に書き直された[14][18]。
  - 歌詞は「SNSに匿名で書き込むといった自分を曝け出さず相手の気になったところを攻撃するような人」をイメージしながら書き始めたが、シリアスな歌詞にしたくなかった為、稲葉の好みであえて「男女間の話」に聞こえたりするスタイルに変えたと語っている[14]。
7. Da La Da Da
  - 70年代的なヴァイブを持つ非常にパワフルなハードロックを基調とし、シャウトやストリングスが絡む楽曲[14]。すべてリフ先行で作られた曲で、リフに後からメロディを当てはめる形で制作された[16]。
  - 本曲について松本は、「70年代のパワフルなハードロック」をイメージして制作したとのこと[15]。間奏のストリングスのアレンジについてYTと寺地秀行にイメージを伝えたが、松本が想像していたものとは異なっていたため、フレーズは全て松本がギターで創り、それをそのままストリングスチームに弾いてもらった。また、YTと寺地がアレンジしたものも使用している[14][16][18]。
  - 歌詞について稲葉は、こういう曲はオケ中心という感じで歌詞のテーマを決めにくいので、出てくるものに任せて歌詞を書いたと振り返っており、「卑屈になりがちな人に対して、突き抜けるというかもっと別の次元に行く」というような勢いを楽曲から感じて詞を書いたと語っている[14]。松本は本曲を「ギタリストとしてはこのような楽曲をやりたいが、ヴォーカリストにとっては難しい楽曲」と評しており、このような曲に面白がって歌詞を乗せてくれる稲葉に感謝を示している[14]。
  - また松本は、レコーディングでドラムを担当したブライアン・ティッシーの演奏を絶賛しており、「ブライアンのプレイなくしてこの雰囲気は出せなかった」と評している[16]。
8. 恋鴉
  - ブルースロックなナンバー。
  - 松本は本曲について「ジミ・ヘンドリックスの雰囲気を僕らなりのテイストでやった感じ」と評している[16]。アーミングの部分で使用しているギターは、過去行方不明になりデビュー30周年記念大型エキシビション「B'z 30th Year Exhibition "SCENES" 1988-2018」で展示する為に情報提供を求め発見されたERNIE BALL MUSIC MAN EVH Model PINK #86255を使用している[16]。
  - イントロではワウの効いたギターに、ユニゾンで松本のコーラス音声を加工した音を重ねている。
  - イントロの雰囲気は制作初期の時点で既に存在しており、そのパートやAメロでボーカルとギターがユニゾンで歌うパートから、稲葉が「鴉が鳴いている光景」を連想し、そのイメージに別のストーリーを組み合わせて作詞が進められた[14]。
9. Rain & Dream
  - 楽曲の基となったのは、イントロやAメロパートでも使用されているリフである。松本によると、前作『DINOSAUR』のレコーディングの合間にお遊びで、自分が好きだった音楽のルーツであるフリーやレッド・ツェッペリンをイメージしてアコースティックギターでリフを制作して録音した。そのリフにメロディーを乗せるところから制作が始まり、今回の楽曲の形に落とし込んだ[15][16][18]。
  - 歌詞のテーマの発端は、2002年に開催された『FIFA ワールドカップ オフィシャル・コンサート』でのエアロスミスとの共演である。アンコールでエアロスミスと共演後、稲葉とスティーブン・タイラーが肩を組みながらステージからバックステージに戻った後、その舞台袖で稲葉が思わず「夢みたいだ」と言ったところ、スティーブンが「コウシ、この世界は全部夢なんだよ。それを俺たちは毎日ひとつずつ叶えて現実にしていくのさ」と語った。感銘を受けた稲葉は、そのスティーブンの言葉をテーマに歌詞を制作した[15][注 5]。また、Aメロの「卒業の日に先生から言葉をかけられる」というシチュエーションは、稲葉自身の体験をモデルにしている[14][15][注 6]。
  - 演奏時間は6分を超えており、6分を超える楽曲は2006年に発表された「雨だれぶるーず」（15thアルバム『MONSTER』収録）[注 7]以来となり、本作では最長の楽曲となっている。
  - 客演ギタリストとしてジョー・ペリー（エアロスミス）が参加しており、イントロのギターフレーズや2番のサビ、アウトロの松本とのギターの掛け合いの箇所で演奏している。エアロスミスとは過去2度ライブで共演しているが、メンバーとのレコーディングは初である。また、松本以外のギタリストがB'z名義の作品に演奏で参加するのも初となる。制作の際に松本が「後半長くして、誰かと一緒に掛け合いをやったらどうかな」と提案し、稲葉から過去の共演で既に面識があることや松本と異なるギターのスタイルの為「違いがよく出ていいな」という理由でジョーを提案した。ジョー本人が他のアーティストの楽曲にあまり参加していないことや、エアロスミスとのスケジュール等でオファーを快諾してくれるか不安はあったが、オファーを出したところ喜んで引き受けてくれたという[14][18]。レコーディングでは共にスタジオに入ることはなかったが、松本は人を介してやり取りせず、ジョーと直接メールなどで連絡を取り合った。そして、松本のギターが収録された楽曲をジョーに提出し、その曲にジョーがギターを重ねる形で制作された。ジョーについて「凄く真摯に曲に挑んでいただいたし、レスポンスも凄くいいんですよ」と語っている[14][16][18]。ちなみにイントロのジョーのギターフレーズは、ジョーがいくつかアドリブで弾いたトラックを制作し「好きにエディット（編集）してくれ」と松本に送付してくれたため、松本がその中から一つのフレーズをイントロに使用した[14]。
10. 俺よカルマを生きろ
  - 「MR. ARMOUR」と同時期（2018年2月）にデモを作成し、ほぼそのままの状態で収録されている[14]。
  - 歌詞は稲葉曰く、「色男がヤクザの女に手を出して、見つかってボコボコにされる」というストーリーで、その中で「散々な人生だったが、昔の良かった時代に戻りたいか」「いや戻りたくない」というシーンをスカッとして良いなと思い、この歌舞伎の演目をモチーフにした詞のメモを制作した。その後、今回のレコーディングで本曲のデモを聞いた際に稲葉は、「昭和歌謡じゃないんだけど日本的な雰囲気」を感じ、以前制作したその詞を当てはめるという方法で歌詞が制作された[14]。
  - 「もう戻るもんか！」というセリフからスタートとするが、これは稲葉が歌入れが終わった後に思い付き、冒頭に足したものである[14]。
11. ゴールデンルーキー
  - イントロのリフから制作された曲[14]。本作制作過程の後半に完成し、松本によると「雰囲気的にこういうテンポの曲がアルバムに必要かな」と感じて制作されたという[14]。
  - 稲葉曰く歌詞のテーマは「希望に向かえるように」であり、「夢が決まってなくても、とにかく生きていればみんなが"ゴールデンルーキー"だ」と語っている[14]。
12. SICK
  - 前曲と同様、イントロのリフから制作された曲[14]。近年のB'zの楽曲ではほとんど無かったフェードアウトで曲が終了する。
  - 間奏部分にベースソロがあるが元からそのスペースを用意しており、モヒニによるベースソロを収録した後、ギターソロを収録した[18]。また、ジェフによるアウトロのオルガンソロはフェードアウトになっているが、松本によると「後半にかっこいいフレーズがあったんだけど、あえてフェードアウトにした」とのこと[18]。
  - 歌詞について稲葉は「サビの最後ではちょっと冷静になっているが、ちょっと病的な精神状態でメーターの針が好き嫌いに極端に触れているような人の心の叫びのような感じ」と語っている[14]。
13. トワニワカク
  - 「MR. ARMOUR」「俺よカルマを生きろ」同時期（2018年2月）にデモを作成し、アレンジも含めそのままの状態で収録されている[14]。
  - 歌詞の世界観について「若くいたい」という純粋な願いを稲葉自身の気持ちも込めつつ書いている。歌詞のモチーフは以前から存在しており、松本が制作したデモに言葉を当てはめる形で制作されたものの、前述のように『B'z LIVE-GYM Pleasure 2018 -HINOTORI-』での身体の不調も歌詞に影響を与えたかもしれないとのこと[14]。稲葉は「枯れていく格好良さもある」「無理やり若さにしがみつくのもかっこ悪い」と認めた上で、「でも頑張って若く見せようとする気持ちもすごく大事。そのつじつまの合わない感じが人間ぽくて良い」「永遠に若くいたいというのは本当にピュアな願いなので。ここはロックンロールに乗せて全力でこの気持ちを応援したいな、という気持ちで書いた」と語っている[15]。

## タイアップ
- 大正製薬「リポビタンD」ラグビー日本代表応援ソング・「最強の自分」篇・「日本への熱き想い」篇・「諦めない強さ」篇・「支える人を支えたい」篇・「立ち向かう人」篇・「今日の全力に」篇・「次へ向かうチカラ」篇CMソング(#2)
- フジテレビ系月曜9時ドラマ『SUITS/スーツ』主題歌(#3)
- フジテレビ系月曜9時ドラマ『SUITS/スーツ2』主題歌(#3)
- スズキ「エスクード」TVCMソング(#4)
- 江崎グリコ「ポッキー」CM主題歌(#5)

## 参加ミュージシャン
- 松本孝弘：ギター、全曲作曲・編曲
- 稲葉浩志：ボーカル、全曲作詞・編曲、ブルースハープ(#4)
- ジョー・ペリー：ギター(#9)
- Yukihide "YT" Takiyama：全曲編曲、バックグラウンドボーカル(#4.5)
- 寺地秀行：ボーカルディレクション(#1.4.6-13)、ストリングスアレンジ(#7)
- サム・ポマンティ：バックグラウンドボーカル(#6)
- ブライアン・ティッシー：ドラム(#1.4.6-8.10-13)
- シェーン・ガラース：ドラム(#2)
- 玉田豊夢：ドラム(#3.5)
- ブリタニー・マッカレッロ：ドラム(#9.11)
- モヒニ・デイ：ベース(#1.4.8.12.13)
- バリー・スパークス：ベース(#2)
- 亀田誠治：ベース(#3.5)
- ロバート・ディレオ：ベース(#6.7.9-11)
- ジェフ・バブコ：キーボード(#3.4.8-12)
- レニー・カストロ：パーカッション(#1.4.6.8.11.12)
- アンディ・ヴルフ：サクソフォーン(#3)
- 仲兼一郎：トランペット(#3)
- MIKA HASHIMOTO with Lime Ladies Orchestra：ストリングス(#7)

## ライブ映像作品
マイニューラブ
- B'z LIVE-GYM 2019 -Whole Lotta NEW LOVE-

兵、走る
- B'z LIVE-GYM 2019 -Whole Lotta NEW LOVE-
- B'z SHOWCASE 2020 -5 ERAS 8820- Day1〜5
- B'z LIVE-GYM 2022 -Highway X-
- B'z LIVE-GYM Pleasure 2023 -STARS-

WOLF
- B'z LIVE-GYM 2019 -Whole Lotta NEW LOVE-
- B'z SHOWCASE 2020 -5 ERAS 8820- Day1〜5

デウス
- B'z LIVE-GYM 2019 -Whole Lotta NEW LOVE-

マジェスティック
- B'z LIVE-GYM 2019 -Whole Lotta NEW LOVE-
- B'z SHOWCASE 2020 -5 ERAS 8820- Day1〜5

MR. ARMOUR
- B'z LIVE-GYM 2019 -Whole Lotta NEW LOVE-

Da La Da Da
- B'z LIVE-GYM 2019 -Whole Lotta NEW LOVE-

恋鴉
- B'z LIVE-GYM 2019 -Whole Lotta NEW LOVE-

Rain & Dream
- B'z LIVE-GYM 2019 -Whole Lotta NEW LOVE-

俺よカルマを生きろ
- B'z LIVE-GYM 2019 -Whole Lotta NEW LOVE-

ゴールデンルーキー
- B'z LIVE-GYM 2019 -Whole Lotta NEW LOVE-

SICK
- B'z LIVE-GYM 2019 -Whole Lotta NEW LOVE-

トワニワカク
- B'z LIVE-GYM 2019 -Whole Lotta NEW LOVE-